# John Greig (cestista)
John W. Greig (Sacramento, 28 aprile 1961) è un ex cestista statunitense, professionista nella NBA.

## Carriera
È stato selezionato dai Seattle SuperSonics al terzo giro del Draft NBA 1982 (65ª scelta assoluta).